# TUGSAT-1
TUGSAT-1はオーストリアの人工衛星。オーストリア最初の人工衛星であり、BRITE-Austria、CanX-3Bなどとも呼ばれる。
国際宇宙観測計画であるBRITEの一環として、グラーツ工科大学が運用する可視光天文学機である。

## 概要
TUGSAT-1はトロント大学でジェネリック・ナノサテライト・バスを基礎に製作され、打上げ時重量は7kgであり、更に7kgがXPOD分離装置として取り付けられていた。機体は球体であり、幅はおおよそ20cmである。衛星は他の5機の衛星と共に地球上で4等以上の視等級を持つ恒星の測光観測を行う衛星群として使われる。TUGSAT-1はBRITE衛星群としてユニブライト-1と共に打上げられるの最初の2機のひとつである。更にカナダ2機、ポーランド2機の4機の衛星が打ち上げられる予定である。
TUGSAT-1はトロント大学のナノサテライト・ローンチ・システム計画のNLS-8打上げの一部として、ユニブライト-1とAAUサット3と共に打ち上げられた。NLS-8の打上げはISROに委託され、ISROはサティシュ・ダワン宇宙センター第1発射台からPSLV-CAを利用して衛星を軌道投入した。NLS宇宙機はロケットの2次貨物であり、ロケットの主要貨物は仏印共同の海洋観測衛星SARALだった。また、別個の打上げ契約として、カナダのSapphire、NEOSSat-1、英国のSTRaND-1も打ち上げられた。打上げは2013年2月25日12時31分(UTC)に行われ、ロケットはすべての載貨の展開に成功した。

## 註
1. 1 2  “PSLV-C20/SARAL Mission”.   Indian Space Research Organisation. 2013年2月26日閲覧。
2. ↑  “System Overview”. TUGSAT Web Portal.   Graz University of Technology. 2013年2月26日閲覧。
3. ↑  “Science Goals”.   BRITE Executive Science Team. 2013年2月26日閲覧。
4. ↑  “About NLS-8”.   UTIAS Space Flight Laboratory. 2013年2月26日閲覧。
5. ↑  “PSLV-C20 on FLP”.   UTIAS Space Flight Laboratory (2013年2月21日). 2013年2月26日閲覧。
6. ↑  Clark, Stephen (2013年2月25日). “Ocean monitor, smartphone satellite launched from India”.   Spaceflight Now. 2013年2月26日閲覧。